# Zsoké (film)
A Zsoké (eredeti cím: Jockey) 2021-es amerikai filmdráma, amelyet Clint Bentley és Greg Kwedar forgatókönyvéből Bentley rendezett. A főbb szerepekben Clifton Collins Jr., Molly Parker és Moisés Arias látható.
A film világpremierje a 2021-es Sundance Filmfesztiválon volt 2021. január 31-én.

## Cselekmény
Jackson Silva lovas egészségi állapota évtizedes munka után kezd megromlani. Egy ígéretes új ló és edzője, Ruth segítségével Jackson felkészül a közelgő bajnokságra, amely az utolsó lehet számára.

## Szereplők
| Szerep           | Színész             | Magyar hang     |
| ---------------- | ------------------- | --------------- |
| Jackson Silva    | Clifton Collins Jr. | Mészáros Béla   |
| Ruth Wilkes      | Molly Parker        | Szávai Viktória |
| Gabriel Boullait | Moisés Arias        | Kenéz Ágoston   |
| Leo Brock        | Logan Cormier       | Janicsek Péter  |
| Ana Boullait     | Colleen Hartnett    | Sallai Nóra     |
| Jerry Meyer      | Daniel Adams        |                 |

### Magyar változat
- Magyar szöveg: Kiss Barnabás
- Hangmérnök: Tóth Anna
- Vágó: László László
- Gyártásvezető: Újréti Zsuzsa
- Szinkronrendező: Aprics László
- Produkciós vezető: Dallos Miklós

A szinkront az SDI Media Hungary készítette el.

## Bemutató
2021. január 30-án a Sony Pictures Classics megvásárolta a film forgalmazási jogát. A Zsoké világpremierje január 31-én volt a 2021-es Sundance Filmfesztiválon, a U.S. Cinema Dramatic Competition szekciójában.

## Bevételi adatok
Az Egyesült Államokban és Kanadában a nyitóhétvégén három moziban 2789 dollárt gyűjtött. Két moziból a film a második hétvégén 969 dollárt, a harmadikon pedig 1913 dollárt hozott.